# Сент Винсент и Гренадини на Светском првенству у атлетици у дворани 2012.
Сент Винсент и Гренадини је учествовао на Светском првенству у атлетици у дворани 2012. одржаном у Истанбулу од 9. до 11. марта девети пут. Репрезентацију Сент Винсента и Гренадина представљала су два такмичара (1 мушкарац и 1 жена), који су се такмичили у две дисциплине.
Сент Винсент и Гренадини није освојио ниједну медаљу али је Кортни Карл Вилијамс оборио лични рекорд.

## Учесници
| Мушкарци: - Кортни Карл Вилијамс — 60 м | Жене: - Кинеке Александар — 400 м |  |

## Резултати

### Мушкарци
| Атлетичар            | Дисциплина | Лични рекорд | Квалификације | Квалификације | Полуфинале           | Полуфинале           | Финале               | Финале  | Детаљи |
| Атлетичар            | Дисциплина | Лични рекорд | Резултат      | Место         | Резултат             | Место                | Резултат             | Место   | Детаљи |
| -------------------- | ---------- | ------------ | ------------- | ------------- | -------------------- | -------------------- | -------------------- | ------- | ------ |
| Кортни Карл Вилијамс | 60 м       |              | 7,35 ЛР       | 7. у гр. 4    | Није се квалификовао | Није се квалификовао | Није се квалификовао | 43 / 60 |        |

### Жене
| Атлетичарка       | Дисциплина | Лични рекорд | Квалификације | Квалификације | Полуфинале            | Полуфинале            | Финале                | Финале       | Детаљи |
| Атлетичарка       | Дисциплина | Лични рекорд | Резултат      | Место         | Резултат              | Место                 | Резултат              | Место        | Детаљи |
| ----------------- | ---------- | ------------ | ------------- | ------------- | --------------------- | --------------------- | --------------------- | ------------ | ------ |
| Кинеке Александар | 400 м      | 51,48 НР     | 55,88         | 4. у гр. 6    | Није се квалификовала | Није се квалификовала | Није се квалификовала | 20 / 30 (32) |        |